# José Pelletier
José Pelletier (Artaix, 30 de agosto de 1888 - Artaix, 14 de fevereiro de 1970) foi um ciclista francês, denominado Le Pépin de Grantout, que foi profissional entre 1913 e 1928.
A Primeira Guerra Mundial supôs um importante parêntese na sua carreira desportiva, durante a qual conseguiu 22 vitórias, entre as quais destaca a Volta à Catalunha de 1920.

## Palmarés
1919
- 1º da Dijon-Lyon
- 1º da Volta a Tarragona e vencedor de 2 etapas
- 1º do Circuito de Finisterre

1920
- 1º da Volta à Catalunha e vencedor de 4 etapas
- 1º da San Sebastián-Madri e vencedor de uma etapa
- 1º do G.P. Aurore de Genebra

1921
- 1º da Marselha-Lyon

1922
- 1º da Marselha-Lyon

1923
- 1º da Paris-Bourganeuf
- 1º da Paris-Chauny
- 1º do Circuito de Forez
- Vencedor de uma etapa da Volta à Catalunha

1924
- 1º do Circuito das Montanhas de Roanne

1926
- 1º do Tour do Sudeste e vencedor de uma etapa

### Resultados ao Tour de France
- 1920. 12º da classificação geral
- 1921. Abandona (9ª etapa)
- 1922. 15º da classificação geral
- 1927. 20º da classificação geral